# ماريا ألفاريز
ماريا ألفاريز (بالإسبانية: Nieves Álvarez Costa)‏ هي منافسة ألعاب القوى إسبانية، ولدت في 2 يوليو 1962 في برشلونة في إسبانيا.